# Afrikaspiele 2023/Rugby
Bei den Afrikaspielen 2023 in der ghanaischen Hauptstadt Accra fanden vom 19. bis 21. März 2024 im Siebener-Rugby insgesamt zwei Wettbewerbe statt, davon je einer bei den Männern und bei den Frauen. Austragungsort war die Universität von Ghana.

## Bilanz

### Medaillenspiegel
| Platz  | Land       | Gold | Silber | Bronze | Gesamt |
| ------ | ---------- | ---- | ------ | ------ | ------ |
| 1      | Uganda     | 2    | —      | —      | 2      |
| 2      | Madagaskar | —    | 1      | —      | 1      |
| 2      | Simbabwe   | —    | 1      | —      | 1      |
| 4      | Kenia      | —    | —      | 1      | 1      |
| 4      | Tunesien   | —    | —      | 1      | 1      |
| Gesamt | Gesamt     | 2    | 2      | 2      | 6      |

### Medaillengewinner
| Disziplin | Gold   | Silber     | Bronze   |
| --------- | ------ | ---------- | -------- |
| Männer    | Uganda | Simbabwe   | Kenia    |
| Frauen    | Uganda | Madagaskar | Tunesien |